# Burtjärnen (Skorpeds socken, Ångermanland)
Burtjärnen är en sjö i Örnsköldsviks kommun i Ångermanland och ingår i Nätraåns huvudavrinningsområde.